# Una Vallis
L'Una Vallis è una struttura geologica della superficie di Marte.